# Europsko prvenstvo u atletici – Göteborg 2006.
19. Europsko prvenstvo u atletici održano je u švedskom gradu Göteborgu od 7. do 13. kolovoza 2006. godine. Natjecanja su se održavala na stadionu Ullevi, koji je bio borilište Svjetskog prvenstva u atletici 1995.
Himna prvenstva bila je pjesma grčko-švedske pjevačice Helene Paprizou Heroes, s kojom je nastupila na Pjesmi Eurovizije te godine.
Najviše odličja osvojila je Rusija. Od njih 35, dvanaest je bilo zlatnih. Njemačka i Francuska osvojile su po četiri zlatna odličja, dok je domaćin Švedska osvojila sveukupno šest odličja, od čega tri zlata.
Najstarija natjecateljica na prvenstvu bila je jamajčanska sprinterica Merlene Ottey, koja je nastupala za Sloveniju.
U povodu prvenstva, Hrvatska pošta je izdala prigodnu poštansku marku.

## Vanjske poveznice
- Službena stranica natjecanja u pismohrani Wayback Machine (engl.)